# Lilea
Lilea (in greco antico: Λίλαια?, Lílaia) era una città dell'antica Grecia, ubicata in Focide, menzionata da Omero nel catalogo delle navi dell'Iliade. Si trovava alle falde del monte Parnaso e nelle vicinanze del fiume Cefiso.

## Storia
Si dice che Lilea era una delle naiadi e figlia di Cefiso.
All'epoca delle guerre persiane doveva appartenere alla Doride, alleata dei persiani, dal momento che non venne distrutta. Fu poi distrutta nella terza guerra sacra e quindi ricostruita.
Fu occupata da Demetrio I di Macedonia, e distrutta, per la seconda volta, da Filippo V di Macedonia, ma successivamente riconquistò l'indipendenza dal regno di Macedonia.
Pausania dice che vi era un teatro, un'ágora e delle terme, oltre a due templi dedicati ad Apollo e Artemide, decorati con statue in stile attico e in marmo pentelico.
Le sue rovine si trovano nella località chiamata Paleocastro a 1 km dalla sorgente del fiume Cefiso. I resti delle mura e delle porte di Lilea si trovano ad est dell'attuale città di Kato-Agoriani alle falde settentrionali del Parnaso.